# GP Stad Eeklo
Der Grote Prijs Stad Eeklo (auch: Meetjeslandcross) war ein Cyclocrossrennen im belgischen Eeklo, das von 1996 bis 2021 Bestand hatte.

## Geschichte
Das Rennen wurde erstmals 1996 ausgetragen und bestand 21 Jahre lang, bis 2016, als unabhängiger Cross. Schauplatz war der Sportpark in Eeklo, der Termin lag jeweils Mitte Februar.
Für 2017 sah sich der GP Stad Eeklo Konkurrenz durch den Vestingcross im unweit gelegenen Hulst ausgesetzt, der denselben Platz im Kalender zugewiesen bekommen hatte. Um den Fortbestand des Rennens zu sichern, schloss man sich der Rennserie Brico Cross an. In deren Rahmen sollten sich Geraardsbergen und Eeklo jährlich bei der Eröffnung abwechseln. Folgerichtig entfiel der Cross in den Saisons 2016/2017 sowie 2018/2019 und fand 2017 bzw. 2019 jeweils im September statt.
2020/2021 erhielt das Rennen wieder seinen Termin im Februar und wurde in Meetjeslandcross umbenannt nach dem Landstrich, in dem Eeklo liegt. 2022 bestanden Zweifel am Fortbestand des Rennens. Seitdem gab es keine Austragungen mehr.
Rekordsieger bei den Männern war Sven Nys, der sechs Siege feiern konnte. Ein Frauenrennen wurde erstmals 2008 ausgetragen, stand aber erst 2015 im internationalen Kalender; Sanne Cant gewann als einzige mehrfach, nämlich dreimal.

## Siegerliste
Die Austragungen im nationalen Kalender sind mit NE gekennzeichnet. 

### Männer
- 1996:  Mario Lammens
- 1997:  Arne Daelmans
- 1998:  Bart Wellens
- 1999:  Sven Nys
- 2000:  Mario De Clercq
- 2001:  Bart Wellens
- 2002:  Mario De Clercq
- 2003:  Bart Wellens
- 2004:  Sven Nys
- 2005:  Sven Vanthourenhout
- 2006:  Sven Nys
- 2007:  Sven Nys
- 2008:  Klaas Vantornout
- 2009:  Niels Albert
- 2010:  Bart Wellens
- 2011:  Klaas Vantornout
- 2012:  Sven Nys
- 2013:  Sven Nys
- 2014:  Tom Meeusen
- 2015:  Wout van Aert
- 2016 (Feb):  Wout van Aert
- 2017 (Sep):  Mathieu van der Poel
- 2019 (Sep):  Laurens Sweeck
- 2021 (Feb):  Quinten Hermans

### Frauen
- 2008:  Veerle Ingels (NE)
- 2012:  Kim Van de Steene (NE)
- 2014:  Anja Geldhof (NE)
- 2015:  Sanne Cant
- 2016 (Feb):  Sanne Cant
- 2017 (Sep):  Sanne Cant
- 2019 (Sep):  Maud Kaptheijns
- 2021 (Feb):  Denise Betsema